# Fagerviks GF
Fagerviks GF, eg. Fagerviks Gymnastikförening, var en idrottsförening från Fagervik i Timrå i Medelpad/Västernorrlands län, verksam 1925-1964. Namnet till trots var bandy och fotboll föreningens huvudsakliga idrotter. och främst känd för fem säsonger i näst högsta serien i fotboll och för semifinal i  Svenska cupen 1950.
Föreningen sammanslogs 1964 med lokalrivalen Wifsta/Östrands IF (mer bemärkt inom ishockey men inte utan fotbollsmeriter) i Wifsta/Östrands-Fagerviks IF.

## Bandy
Likt många andra föreningar kombinerade föreningen fotboll sommartid med bandy vintertid, FGF spelade bandy under större delen av föreningens existens. Bandyplanen anlades vid Skälarökajen. Laget spelade i division II Nordsvenska, den näst högsta serien, säsongen 1951/1952.

## Fotboll

### Hemmaplan
Inledningsvis spelade laget sina matcher i skogen mellan Glöden och Klingerfjärden men den planen voro icke tillämplig för spel i högre divisioner, varför hemmaplanen snart nog flyttades två kilometer bort till Forsvallen i Sörberge. Forsvallen kom att utgöra Fagerviks GF:s ordinarie hemmaplan under större delen av klubbens existens. När större åskådarantal var att vänta förflyttades dock matcherna till Sundsvalls Idrottspark. Forsvallen avvecklades på 1970-talet och i dess ställe anlades Bergeforsens Stugby och Camping.

### Serieframgångar
Under 1940- och 1950-talen förfogade Fagervik över ett av Norrlands allra förnämsta fotbollslag. Fagervik blev den första Norrlandsföreningen norr om Gästrikland att spela i division III, motsvarande dagens division I, säsongen 1948/1949. Laget klarade sig väl och placerade sig i mitten av tabellen, före exempelvis ex-allsvenska Västeråslagen Sport och VIK. Säsongen 1952/1953 var den första säsongen som Norrlandslag norr om Gästrikland tilläts uppflyttning till division II, landets näst högsta serie. Fagervik vann denna säsong sin division III-serie och flyttades upp, tillsammans med bland annat Sundsvallsgymnasterna. Laget placerade sig i mitten av division II-tabellen medan Giffarna åkte ur. Säsongen 1955/1956 snuvades Fagervik på allsvenskt kvalspel av Lycksele IF p.g.a. sämre målskillnad.
Fagervik spelade sin sista säsong i division II säsongen 1959. Säsongen efter spelade lokalkonkurrenten Wifsta/Östrands IF i tvåan men även de åkte ur. Dessa föreningar skulle sedan komma att sammanslås i Wifsta/Östrands-Fagerviks IF.

#### Tabellplaceringar från 1948/1949
| Säsong    | Nivå | Placering | Serie                          | Anm.                      |
| 1948/1949 | 3    | 5         | Division III Norra             |                           |
| 1949/1950 | 3    | 2         | Division III Norra             |                           |
| 1950/1951 | 3    | 10        | Division III Norra             |                           |
| 1951/1952 | 3    | 2         | Division III Norrländska södra |                           |
| 1952/1953 | 3    | 1         | Division III Norrländska södra | Uppflyttad                |
| 1953/1954 | 2    | 6         | Division II Norrland           |                           |
| 1954/1955 | 2    | 3         | Division II Norrland           |                           |
| 1955/1956 | 2    | 2         | Division II Norrland           |                           |
| 1956/1957 | 2    | 9         | Division II Norrland           | Nedflyttad efter kvalspel |
| 1957/1958 | 3    | 1         | Division III Södra Norrland    | Uppflyttad                |
| 1959      | 2    | 8         | Division II Norrland           | Nedflyttad efter kvalspel |
| 1960      | 3    | 6         | Division III Södra Norrland    |                           |
| 1961      | 3    | 8         | Division III Södra Norrland    |                           |
| --------- | ---- | --------- | ------------------------------ | ------------------------- |

### Cupframgångar
I Svenska cupen säsongen 1950 besegrade FGF de två allsvenska lagen Degerfors och i kvartsfinalen slogs Djurgården tillbaka med 3-2 på Stockholms stadion, varmed laget avancerade ända fram till semifinal.  Semifinalmatchen den 16 juli mot Hälsingborgs IF förlades till Sundsvalls Idrottspark och lockade omkring 10 000 åskådare, skåningarna gick segrande ur bataljen med 3-1 och avancerade till final mot AIK (en match de kom att förlora).
Fagervik blev norrländska cupmästare 1953 genom att besegra Lycksele IF med 3-1 inför 3 287 åskådare på IP i Sundsvall.

## Se vidare
- Wifsta/Östrands-Fagerviks IF (Timrå IK, fotboll)
- Wifsta/Östrands-Fagerviks IF (Timrå IK, ishockey)